# أدين فلينت
أدين فلينت (بالإنجليزية: Aden Flint)‏ (11 يوليو 1989 في المملكة المتحدة - ) هو لاعب كرة قدم إنجليزي وبريطاني في مركز الدفاع. شارك مع منتخب إنجلترا لكرة القدم C ‏. أما مع النوادي، فقد لعب مع سويندون تاون ونادي بريستول سيتي ونادي ميدلزبره وماتلوك تاون ‏ وAlfreton Town F.C. ‏.

## وصلات خارجية
- أدين فلينت على موقع قاعدة بيانات كرة القدم.إي يو (الإنجليزية)
- أدين فلينت على موقع Soccerbase.com (لاعب) (الإنجليزية)
- أدين فلينت على موقع Soccerway.com (الإنجليزية)